# Etne
Etne è un comune norvegese della contea di Vestland.